# 清水詩音
清水 詩音（しみず しおん、2003年4月21日 - ）は、日本の元子役、女優、声優。劇団ひまわり児童部所属を経て、2020年5月より砂岡事務所所属、現在はホリプロインターナショナル所属。特技は歌、日舞、ダンス、タップダンス。

## 出演

### テレビドラマ
- Around40〜注文の多いオンナたち〜 （2008年4月11日 - 6月20日、TBS）- 森村奈央（幼少） 役
- 水曜劇場「浅見光彦～最終章～」 第4話（2009年11月11日、TBS）- 三之宮志乃（幼少） 役
- 連続テレビ小説ゲゲゲの女房 第19週（2010年8月2日 - 8月7日、NHK）- 村井藍子（5歳） 役
- マルモのおきて スペシャル版（2011年10月19日、フジテレビ）- 藤沢菜々 役
- 山田くんと7人の魔女 第4話（2013年8月31日、フジテレビ）- 滝川ノア（幼少） 役

### テレビアニメ
- 絶園のテンペスト（2012年、MBS）- 子供C 役
- くまのがっこう がんばれ!ルルロロ（2013年、NHK）- ルル 役
- 魔法使いの嫁（2018年、TOKYO MXほか）- 春の女神 役

### アニメ映画
- 思い出のマーニー（2014年）
- 百日紅 〜Miss HOKUSAI〜（2015年5月9日） - お猶 役[2]

### 吹き替え

#### 映画
- アベンジャーズ/エンドゲーム（2019年） - ライラ 役[3]
- エターナルズ（2021年） - 女子生徒1 役[4]
- 死霊館のシスター 呪いの秘密（2024年） - セレスト 役[5]

#### アニメ
- シュレック フォーエバー（2010年）- フェリシア 役
- メリダとおそろしの森（2012年）- 幼少時代のメリダ 役
- I LOVE スヌーピー THE PEANUTS MOVIE （2015年） - フリーダ 役

### 舞台
- コースト・オブ・ユートピア～ユートピアの岸へ～（2009年、Bunkamuraシアターコクーン） - オリガ・ゲルツェン役
- ミュージカルアニー・クリスマスコンサート（2009年 - 2011年、青山劇場）
- ミュージカルアニー（2010年、青山劇場・シアター・ドラマシティ・愛知県芸術劇場大ホール） - モリー 役
- ミュージカルレ・ミゼラブル（2011年、帝国劇場） - リトル・コゼット／リトル・エポニーヌ 役
- ミュージカルピーターパン（2012年、東京国際フォーラム・ホールC） - マイケル 役
- ミュージカルアンナ・カレーニナ（2013年、ル テアトル銀座）- セリョージャ役
- ミュージカルレ・ミゼラブル（新演出版）（2013年、帝国劇場、博多座、フェスティバルホール、中日劇場） - リトル・コゼット／リトル・エポニーヌ 役

### スチール
- 亀戸レジデンス
- 日立プラント

### その他
- キャラクタープロジェクト「電音部」（2025年） - Eris 役